# NGC 7034
NGC 7034 (również PGC 66227 lub UGC 11687) – galaktyka eliptyczna (E), znajdująca się w gwiazdozbiorze Pegaza. Odkrył ją 17 września 1863 roku Albert Marth.